# Вірдюм (Фрисландія)
Вірдюм (нід. Wirdum) — село в нідерландській провінції Фрисландія. Входить до муніципалітету Леуварден.
Його площа становить 7,62км², а населення станом на 2021 рік складало 1 135 осіб.
Перша згадка про населений пункт датується 1335 роком.

## Галерея

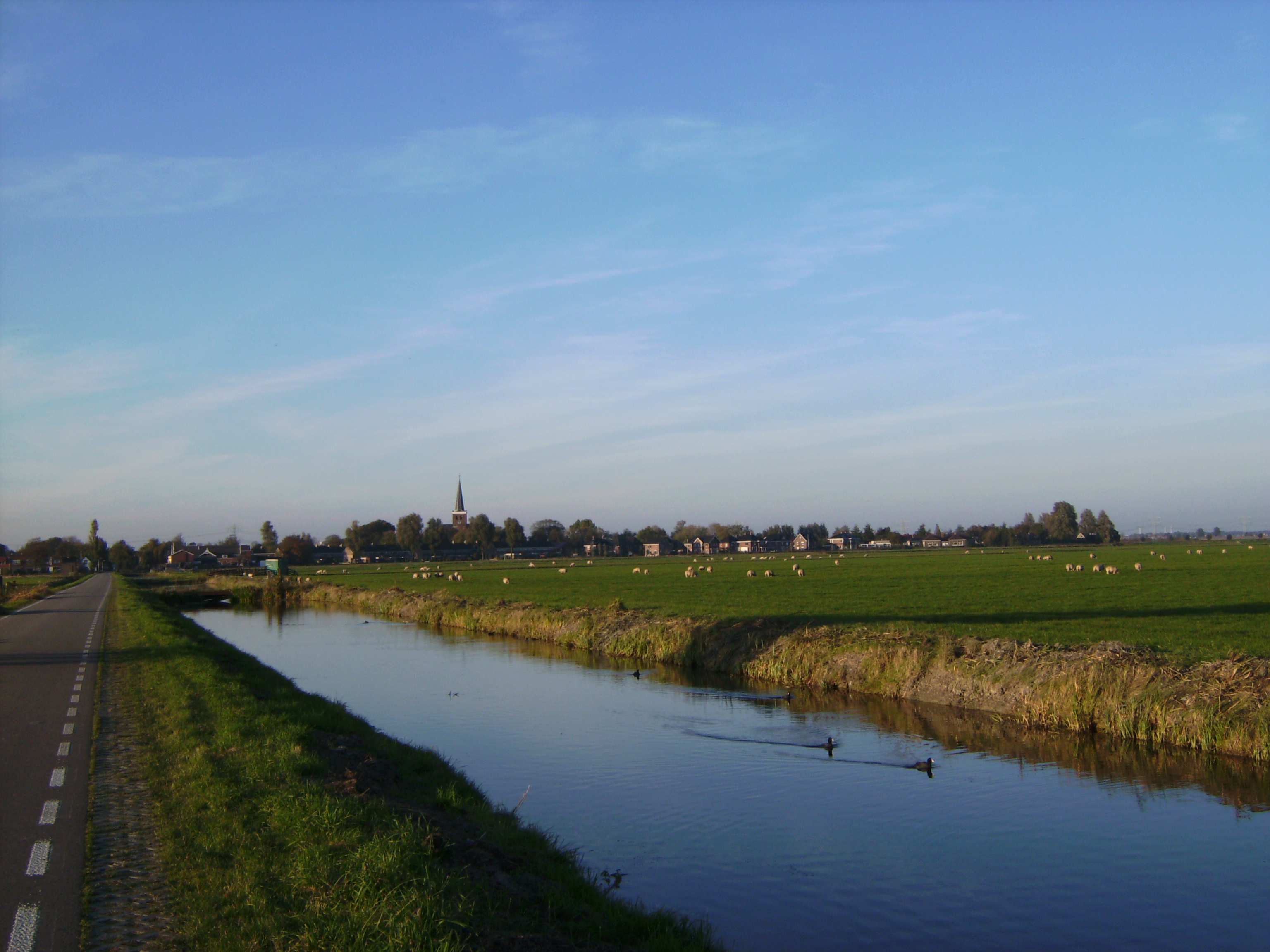
Вид на село
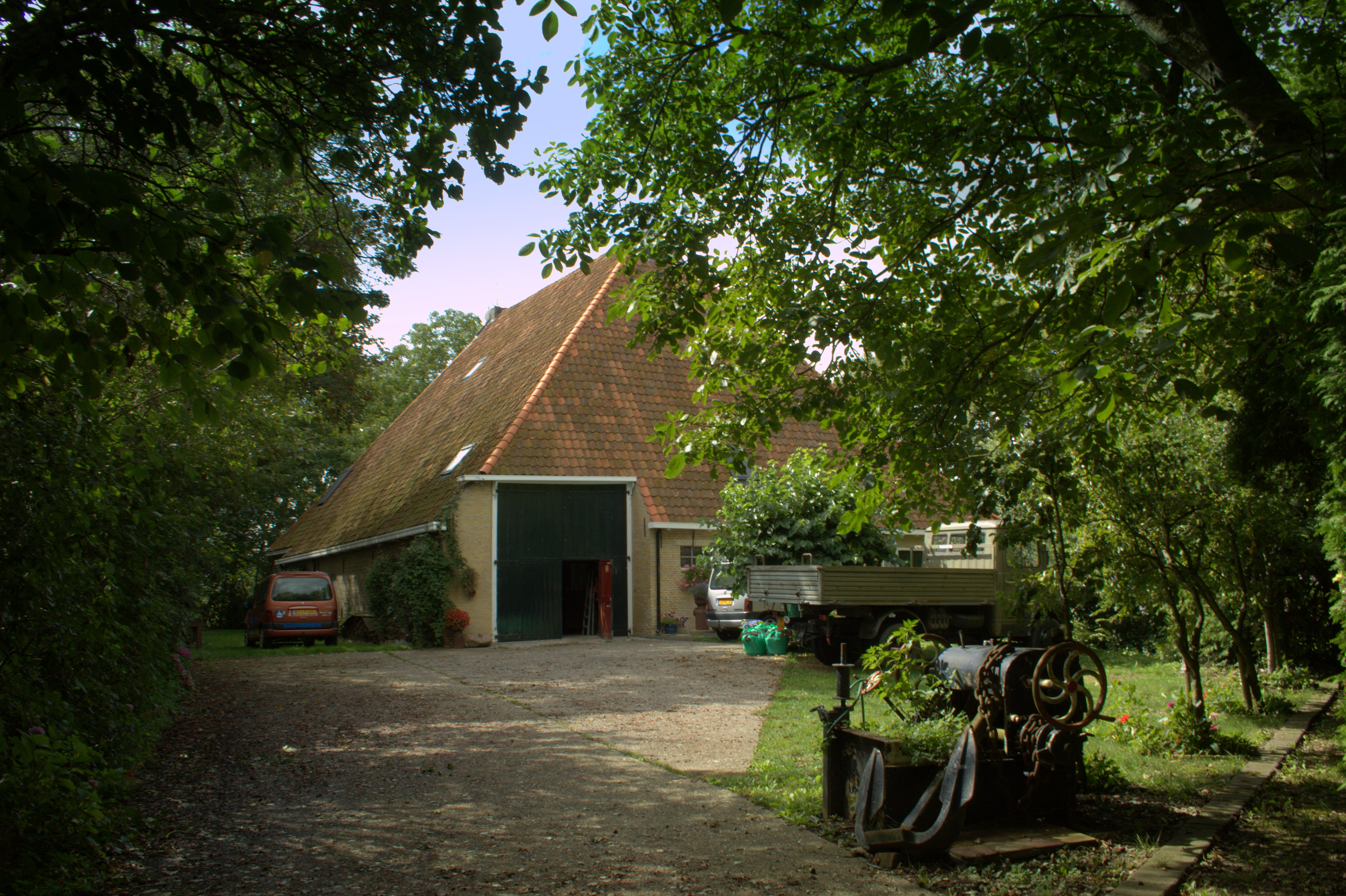
Ферма у Вірдюмі
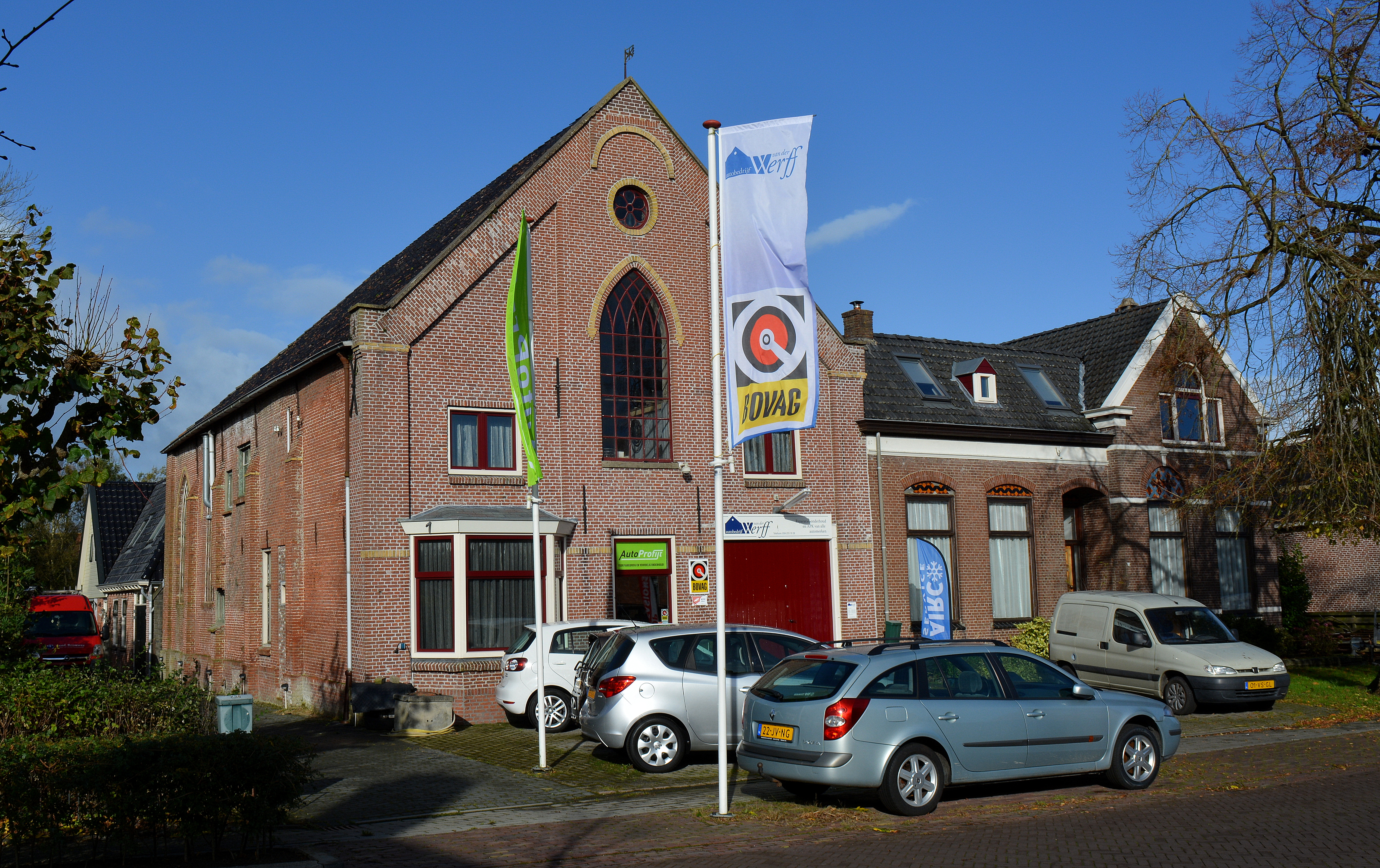
Будівля колишньої реформистської церкви
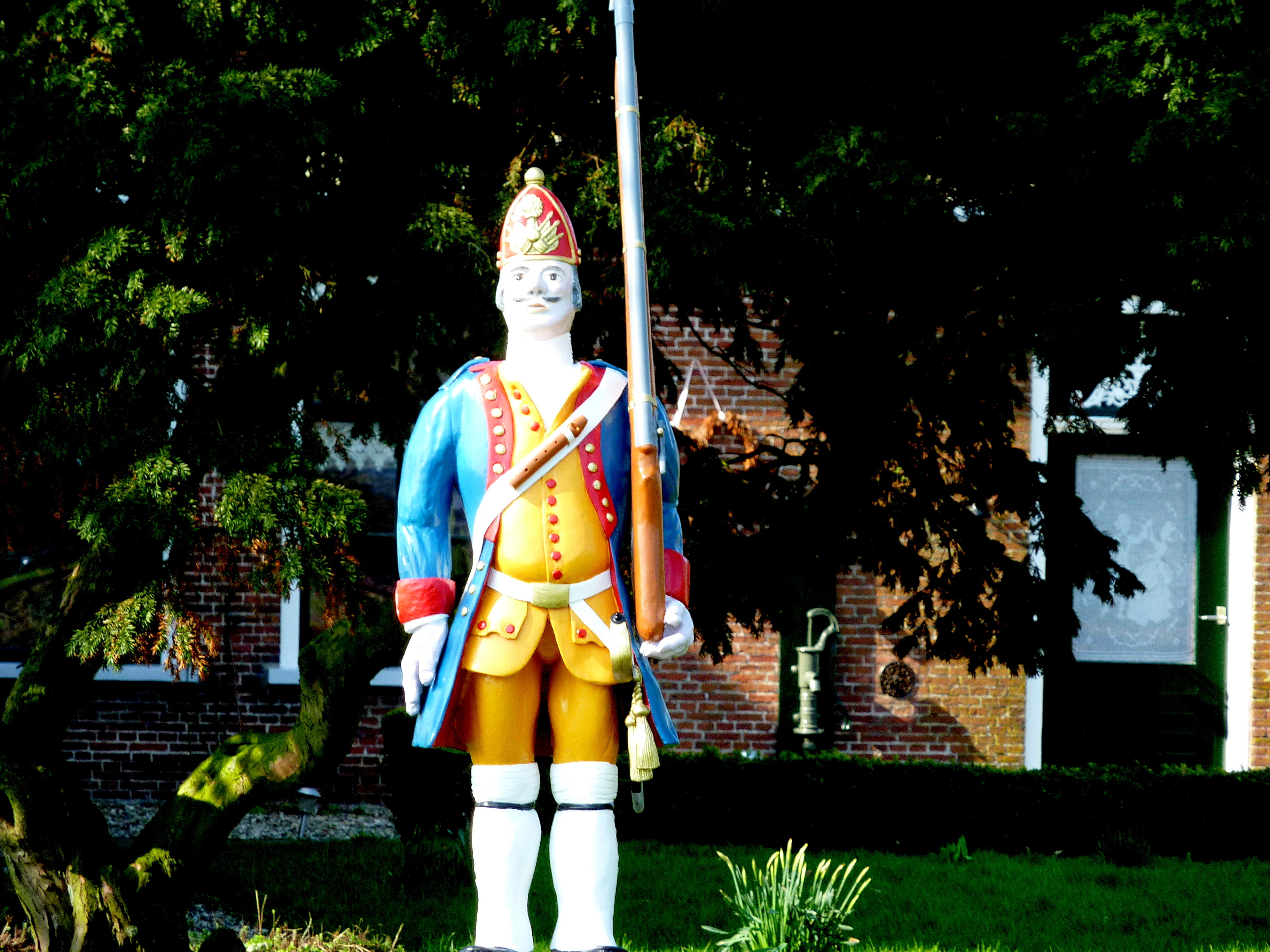
Статуя солдата-охоронця